# 早坂忠裕
早坂 忠裕（はやさか ただひろ、1959年5月 - ） は、日本の気候学者。東北大学大学院理学研究科教授。元国立大学法人東北大学理事・副学長。宇宙航空研究開発機構地球観測研究センター参与。

## 人物・経歴
仙台生まれ。1982年東北大学理学部卒業。1984年東北大学大学院理学研究科前期課程修了、理学修士。1988年東北大学大学院理学研究科後期課程修了、理学博士、日本学術振興会特別研究員（東北大学理学部）。1990年東北大学大学院理学研究科研究生。同年東北大学理学部大気海洋変動観測研究センター助手。
1994年東北大学理学部大気海洋変動観測研究センター助教授。1995年文部省学術調査官。1998年東北大学大学院理学研究科大気海洋変動観測研究センター助教授。1999年東北大学大学院理学研究科教授。同年国立極地研究所地球環境科学研究所（仮称）準備室教授。
2001年総合地球環境学研究所教授。2003年総合地球環境学研究所研究プログラム主幹・研究推進センター長。2004年人間文化研究機構総合地球環境学研究所研究プログラム主幹。2008年東北大学大学院理学研究科教授。2010年東北大学大学院理学研究科長補佐、東北大学総長特任補佐。2011年東北大学大学院理学研究科副研究科長。2012年東北大学総長特別補佐。
2014年東北大学大学院理学研究科長･理学部長に就任。同年福島第一原子力発電所事故による放射線の影響で観測が困難となっていた飯館村の観測施設を、ハレアカラ山頂に移設したことにあわせ、ハワイ大学天文学研究施設との間で科学協力合意書を締結した。
2016年東北大学学位プログラム推進機構環境･地球科学国際共同大学院プログラム長。2017年東北大学総長特別補佐。2018年東北大学理事・副学長（研究担当）。2020年宇宙航空研究開発機構地球観測研究センター参与。